# Phytomyza fulvovittata
Phytomyza fulvovittata är en tvåvingeart som beskrevs av Gabriel Strobl 1910. Phytomyza fulvovittata ingår i släktet Phytomyza och familjen minerarflugor.
Artens utbredningsområde är Österrike. Inga underarter finns listade i Catalogue of Life.